# 原淳一郎 (政治家)
原 淳一郎（はら じゅんいちろう、1894年〈明治27年〉10月30日 - 1975年〈昭和50年〉6月2日）は、日本の弁護士、政治家。衆議院議員（2期）。板垣退助先生顕彰会創立発起人兼顧問。

## 経歴
高知県安芸郡田野村（現田野町）で生まれた。1919年明治大学法律科卒。弁護士となる。兵庫県議、同参事会員、神戸市議、同参事会員、神戸弁護士会副会長となる。高知電気工業、国策化学工業、神戸機械工作所各(株)取締役、(株)播磨造船所監査役、神陽汽船、大陸鉱業、秋岺鉱業、三陽工業、三陽精機、太平金属各(株)社長、ラジオ高知初代社長、高知放送取締役となる。
1932年の第18回衆議院議員総選挙において兵庫2区(当時)から立憲民政党公認で立候補して当選。1936年の第19回衆議院議員総選挙で再選。1937年の第20回衆議院議員総選挙には立候補しなかった。1975年死去。